# Скрудж Макдак
Скрудж Макдак (англ. Scrooge McDuck) или дядя Скрудж (англ. Uncle Scrooge) — персонаж мультфильмов, сказок и комиксов, антропоморфный селезень-миллиардер шотландского происхождения из города Глазго, главный герой диснеевского мультсериала «Утиные истории», дядя Дональда Дака и Деллы Дак, двоюродный дедушка Билли, Вилли и Дилли (Хьюи, Дьюи и Луи) Даков — сыновей Деллы и племянников Дональда. Мать — Дауни Макдак (О’Дрейк), отец — Фергус Макдак, сёстры — Матильда фон Дрейк (Макдак) (жена Людвига фон Дрейка) и Гортензия Дак (Макдак) (мать Дональда).
Скруджа можно считать одним из самых известных символов предприимчивости, темперамента и умения выживать в реалиях американской мультипликации и комиксов.

## История создания
Персонаж был создан Карлом Барксом и дебютировал в комиксе «Christmas on Bear Mountain» 178-го номера «Four Color Comics» (Dell Comics, декабрь 1947).
За десятилетия Скрудж Макдак прошел путь от вспомогательного персонажа вселенной Диснея до заглавного персонажа одноимённой вселенной. В 1952 году начат выпуск серии комиксов «Дядя Скрудж» (англ. «Uncle Scrooge»). С ростом популярности персонаж стал появляться на телевидении, в фильмах и видеоиграх. Скрудж вместе с некоторыми другими персонажами города Даксбург (англ. «Duckburg») стали набирать популярность по всему миру. Комиксы с его участием переведены на множество языков.
Имя дяди Скруджа основано на имени скупца Эбенизера Скруджа, персонажа повести Чарльза Диккенса «Рождественская песнь».
Также существует мнение, что шотландский промышленник Эндрю Карнеги, иммигрировавший в США в возрасте 13 лет, мог послужить прототипом для Скруджа Макдака.
Хотя уже с самого первого появления Скруджа Макдака по его фамилии и акценту понятно, что он из Шотландии, но родной город селезня-богача был назван только в 1996 году, когда Дон Роса выпустил книгу комиксов «Жизнь и времена Скруджа Макдака», в которой показаны молодость персонажа в Глазго и обстоятельства эмиграции в США.
В одном из своих интервью Карл Баркс рассказал о своих взглядах на своих мультипликационных героев, на современную ему Америку и на капитализм:

Я всегда смотрел на уток как на человеческих существ в карикатурном виде. Перечитывая истории, я понял, что в некоторых из них получилось нечто более серьёзное: это была философия, которую вкладывал в них, не осознавая того. Добавилась особенность, которая прошла через все истории. Я думаю, что большая часть мировоззрения в моих историях консервативна — консервативна в том смысле, что я считаю, что наша цивилизация достигла пика около 1910 года. С тех пор мы катились вниз. Многое в прежней культуре имело основополагающие ценности, с которыми то новое, что мы постоянно плодим, не может сравниться.
Взгляните на величественные соборы и дворцы, которые были построены. Никто в наше время не может построить такого. Я также убеждён, что нам нужно сохранить многие старые идеалы и методы работы: честь, честность, позволение другим людям верить в их собственные идеи, не пытаясь подогнать всех под одну форму. Чем мне претит современная политическая система, так это тем, что она пытается сделать всех абсолютно одинаковыми. Мы должны иметь множество разнообразных особенностей.
Говорят, что богачи вроде Вандербилтов и Рокфеллеров грешны, потому что они накопили богатство, эксплуатируя бедных. По-моему, каждый должен иметь возможность подняться так высоко, как может или хочет, только не убивая никого и не угнетая реально других на пути вверх. Некоторая эксплуатация встречается и в природе. Она наблюдается в иерархии животных — в какой-то мере каждый подвергается эксплуатации либо сам кого-то эксплуатирует. Меня такое не возмущает.
Оригинальный текст (англ.)I've always looked at the ducks as caricatured human beings. In rereading the stories, I realized that I had gotten kind of deep in some of them: there was philosophy in there that I hadn't realized I was putting in. It was an added feature that went along with the stories. I think a lot of the philosophy in my stories is conservative — conservative in the sense that I feel our civilization peaked around 1910. Since then we've been going downhill. Much of the older culture had basic qualities that the new stuff we keep hatching can never match.

Look at the magnificent cathedrals and palaces that were built. Nobody can build that sort of thing nowadays. Also, I believe that we should preserve many old ideals and methods of working: honor, honesty, allowing other people to believe in their own ideas, not trying to force everyone into one form. The thing I have against the present political system is that it tries to make everybody exactly alike. We should have a million different patterns.

They say that wealthy people like the Vanderbilts and Rockefellers are sinful because they accumulated fortunes by exploiting the poor. I feel that everybody should be able to rise as high as they can or want to, provided they don't kill anybody or actually oppress other people on the way up. A little exploitation is something you come by in nature. We see it in the pecking order of animals — everybody has to be exploited or to exploit someone else to a certain extent. I don't resent those things.

## Характер
Несмотря на скупость Скруджа и его жажду наживы, близкие для него важнее богатств. Скрудж исключительно честен и трудолюбив, чего и требует от окружающих.

## Биография

### Рождение, юность и путь к богатству
Скрудж Макдак родился 24 декабря 1867 года в шотландском городе Глазго в обычной рабочей семье в эпоху наивысшего расцвета Британской империи.
Скрудж прошёл путь от скромного эмигранта до самого богатого селезня в мире. Будучи ещё утёнком, он вычистил до блеска очень грязные сапоги и был разочарован, когда получил за свой труд 10 американских центов, которые, естественно, были неплатёжеспособны в Шотландии. Именно эта монета в дальнейшем вдохновила его на эмиграцию в США. Скрудж бережно хранит свою первую заработанную монету. Многие, в том числе и сам Скрудж, считают, что эта монета — источник его удачи и богатства.
Первоначальный капитал Скрудж сформировал, работая старателем на Клондайке во времена «золотой лихорадки». В период основного времени действия мультсериала Скрудж — президент крупнейшей в мире транснациональной корпорации Scrooge McDuck Enterprises, основой бизнес-деятельности которой является многопрофильный холдинг: в состав корпорации входят авиакомпания, морской флот, кинотеатр, банк и другие финансовые, а также нефтедобывающие, промышленные, пищевые и другие предприятия.
Основными конкурентами Скруджа в настоящий момент являются второй самый богатый селезень в мире Флинтхарт Гломгольд и нефтяной магнат Джон Рокердак.
Будучи крупнейшим налогоплательщиком, Скрудж является очень влиятельным лицом в стране: в одной из серий Скрудж упоминает о возможности напрямую позвонить президенту США и уволить адмирала ВМС.
Часть своего богатства Скрудж держит в собственном хранилище на окраине города Дакбург. Деньгохранилище Скруджа оборудовано небольшой подводной лодкой для путешествий в нем и специальной системой защиты против братьев Гавс — известных грабителей и преступников-рецидивистов, главной опасности для лежащих в особом хранилище денег Скруджа. Также в здании хранилища располагается офис Скруджа, из которого он и управляет своей бизнес-империей.
Сумма богатства Скруджа весьма спорна. Согласно мнению Карла Баркса, состояние Макдака составляет «один мультиплижиллион девять обскватуматиллионов шестьсот двадцать три доллара шестьдесят два цента» или 8*1080 долларов, как мы узнаём из истории «Убежище на Гаваях».
В то же время создатель комикса «Life and Times of Scrooge McDuck» художник Дон Роса отмечает, что богатство дяди Скруджа составляет «пять мультиплижиллионов девять импоссибидиллионов семь фантастикатриллионов долларов и шестнадцать центов».
Журнал Forbes много раз помещал Скруджа в свой рейтинг богатейших вымышленных персонажей: в 2002 году журнал оценил состояние Скрудж Макдака в 8,2 миллиарда долларов и поместил на 4-е место в списке, в 2005 году состояние оценивалось также в 8,2 миллиарда, но Макдак получил только 6 место, в 2006 — 3-е место с состоянием 10,9 миллиарда, из-за роста цен на золото в 2007 году Скрудж получил 1-е место с состоянием, оцениваемым в 28,8 млрд долларов, в 2008 году Скрудж немного увеличил до 29,1 млрд долларов и получил 2-е место, в 2010 году по причине продолжающегося рост цен на благородные металлы состояние Макдака выросло до 33,5 миллиарда долларов, но селезень всё же остался на 2 месте, а к 2011 году состояние увеличилось до 44,1 миллиарда и вывело Скруджа вновь на первое место, в рейтинге 2012 года Скруджа заменили его соперником — Флинтхартом Гломгольдом.
В 2013 году Скрудж с состоянием в 65,4 миллиардов долларов вновь возглавил рейтинг самых богатых вымышленных персонажей журнала Forbes. Сайт wolfgnards.com в 2009 году, отталкиваясь от размеров золотого хранилища Скруджа, определил, что там золота больше, чем на 27 триллионов долларов.
- В серии «Честолюбцы» (англ. The Status Seekers) мультсериала «Утиные истории» Скрудж заявляет, что его капитал составляет 72 квадриллиона долларов[источник не указан 545 дней].
- В серии «Похитители роботов» Скрудж читал газету, в которой упоминалось о нём самом. Он вслух прочитал: «Макдак заработал 200 дизиллионов» (название системы наименования чисел вымышленное, как и те, что сообщают Карл Баркс и Дон Роса).
- В серии «Текущий счёт» бухгалтер Скруджа Фентон Крякшелл подсчитал, что капитал Скруджа составляет 987 триллионов 520 миллиардов долларов и 36 центов[источник не указан 545 дней].
- Крайне интересная и странная цифра состояния Скруджа озвучивается в 32-м номере журнала «Микки-Маус» за август 2007 года (на обложке Гуфи вычерпывает воду из потопленной лодки), где в конце комикса «Деньги любят счет» Скрудж сообщил, что его состояние — «четыре секстильона триллионов миллиардов миллионов и 50 центов». Иными словами, это четверка с 48 нолями, то есть 4 квиндециллиона (согласно принятой системе наименования чисел)[источник не указан 545 дней].

Однако, независимо от суммы, Скрудж Макдак всегда считал, что денег у него недостаточно много и продолжал искать самые разные способы пополнить своё богатство.

### Образование
Официально Скрудж не является образованным, поскольку бросил школу в раннем возрасте. При этом он отличается очень острым умом и обширным кругозором и всегда готов научиться чему-то новому.
Благодаря своему увлечению — поиску сокровищ — Скрудж часто бывает в роли учёного-исследователя и археолога-любителя. Начиная с Карла Баркса, некоторые писатели стали объяснять, откуда Скрудж узнает о сокровищах, на поиски которых потом отправляется. Они связывают это с периодами проведения исследований письменных источников. Часто Скрудж пытается отыскать зёрна истины в старинных преданиях и легендах, ищет информацию о деятельности древних завоевателей (например, испанских конкистадоров), правителей и исследователей.
В результате своих изысканий Скрудж собрал обширную личную библиотеку, включающую в себя множество редких книг, манускриптов и дневников. Также там содержится практически полная коллекция судовых журналов испанского и голландского флотов за XVI—XVII века, что позволяет Скруджу Макдаку находить затонувшие суда с сокровищами.
Также Скрудж свободно владеет несколькими языками, которые он освоил во время своих деловых поездок по всему миру. Скрудж может свободно изъясняться на арабском, немецком, голландском, монгольском, испанском, юкатекском, бенгальском, финском, а также на самых распространённых диалектах китайского языка. Помимо вышеуказанных языков, Скрудж знал и другие: такие, как, например, шотландский, но хуже, чем вышеперечисленные, и поэтому он уже не мог общаться на шотландском языке так же свободно, как, например, на арабском или испанском.
Также Скрудж располагает различными необычными навыками: например, умеет делать зонтики («научился, когда искал уран в Борнео»).

### Мораль и поведение
Как бизнесмена и охотника за сокровищами Скруджа отличает способность ставить перед собой и другими задачи, а также умение противостоять новым вызовам. Основной девиз Скруджа — «Работай головой, а не руками».
Из истории жизни Скруджа хорошо известно, что в своей бизнес-деятельности он довольно часто прибегал к не самым законным методам для достижения своих целей. Так, например, если верить 11 главе биографического графического романа Доны Росы «Жизнь и времена Скруджа Макдака», однажды Скрудж нанял отряд головорезов, для того, чтобы те помогли ему уничтожить поселение местных аборигенов и основать на их земле собственную плантацию резинового дерева.
Как бизнесмен дядя Скрудж часто прибегает к агрессивной тактике и лжи (в мультсериале доказательств тому нет). У него имеется значительный опыт манипуляции фактами и событиями в своих интересах. Также стоит отметить цинизм Скруджа, особенно когда вопрос стоит о бизнесе или достижении поставленной цели.
Глубину характеру Скруджа добавляет тот факт, что в своих деловых путешествиях ему часто приходилось отвечать на вопросы морали, то и дело выбирая между моральными, но невыгодными, либо же аморальными, но выгодными поступками.
Тем не менее Скрудж обладает определённым, своим собственным понятием чести и достоинства. При достижении своих целей он старается оставаться в рамках закона и честности, не прибегает к насилию без необходимости. Именно эти качества отличают его от основного противника и делового конкурента Флинтхарта Гломгольда, действующего жестоко и без оглядки на закон, честность и взаимное уважение.
В некоторых сериях мультсериала «Утиные истории» он теряет все свои деньги, однако в конце концов богатство всегда возвращается к нему. Любимая книга Скруджа — «Остров сокровищ» шотландского писателя Роберта Льюиса Стивенсона.

## Комиксы
В комиксах из журнала «Микки Маус» Скрудж представлен таким же скупым и честным, как в сериале «Утиные истории». Он постоянно оценивает Дональда как глупого, поскольку тот бывает глуп в разных делах. Однако, несмотря ни на что, Скрудж всё так же заботится о своей семье и пытается помогать им во всём.

## Мультфильмы и телевидение
Впервые Скрудж Макдак появился в мультипликационном фильме «Скрудж Макдак и деньги», вышедшем в 1967 году. В этом мультфильме дядя Скрудж учит своих племянников некоторым финансовым хитростям. Голос Макдаку в этом мультфильме подарил Билл Томпсон. После этого Макдак не появлялся в мультфильмах вплоть до смерти Томпсона в 1971 году.
Следующее появление Скруджа в мультипликации происходит только в 1983 году в мультфильме «Рождественская история Микки» — анимационной версии романа Чарльза Диккенса «Рождественская песня». Там он играл роль Эбенезера Скруджа. Озвучил Скруджа Алан Янг, и с тех пор Янг являлся официальным голосом Скруджа до своей смерти в 2016 году, хотя Уилл Райан озвучивал Скруджа в специальном выпуске 1987 года, «Гуфи: Футболомания».
Но больше всего в мире Скрудж Макдак известен как один из главных героев мультсериала «Утиные истории», в котором он выступает в роли опекуна над утятами Билли, Вилли и Дилли (англ. «Huey, Dewey and Louie»). Мультсериал основан на комиксах Карла Баркса и повествует о приключениях Скруджа Макдака и его семьи и друзей.
Также Скрудж встречается в мультсериале Raw Toonage, телевизионном шоу «Всё о Микки Маусе» и в некоторых эпизодах мультсериала «Мышиный дом».
В мультсериале «Утиные истории» 2017 года Скруджа озвучивает известный шотландский актёр Дэвид Теннант.

## Видеоигры
С появлением ПК и игровых приставок Скрудж Макдак стал также периодически появляться в видеоиграх. Он появляется в качестве второстепенного неигрового персонажа в играх Kingdom Hearts II и Kingdom Hearts Birth by Sleep, созданных совместно компанией Square Enix и студией Диснея. Также в качестве главного персонажа он присутствует в играх, созданных по мотивам мультсериала «Утиные истории» (Duck Tales, Duck Tales 2, DuckTales: The Quest for Gold и DuckTales: Duckburg Quest).

## Критика
Американский журнал The Comics Journal включил комиксы Карла Баркса о Скрудже Макдаке в список сотни лучших англоязычных комиксов XX века, где он занял 20 место.

## Влияние
В 2007 году городской совет города Глазго включил Скруджа Макдака в список выдающихся горожан.
На сайте городского совета Глазго Скрудж помещён в графу «Выдуманные персонажи» вместе с Садовником Вилли из мультсериала «Симпсоны».
На основе комиксов Дона Росы «The Life and Times of Scrooge» в 2014 году был выпущен музыкальный альбом Туомаса Холопайнена The Life and Times of Scrooge.
На территории РФ (и некоторых других стран — бывших республик СССР) сеть ресторанов McDonald’s иногда называют «Макдак» в честь знаменитого персонажа мультсериала. Бренд даже зарегистрировал соответствующий товарный знак.